# Flauta de tres agujeros
Galoubet es el nombre genérico utilizado para toda una familia de flautas de pico tocadas con una sola mano. La otra mano se dedica al acompañamiento con un instrumento de percusión como un tamboril, salterio o campana. Excepcionalmente, el instrumento de mayor envergadura de la familia, la fujara eslovaca, solo puede tocarse con dos manos. El flabiol es otro caso particular dentro de la familia, pues se toca con una sola mano pero tiene cinco (o seis) agujeros o llaves para la digitación.

## Variantes locales

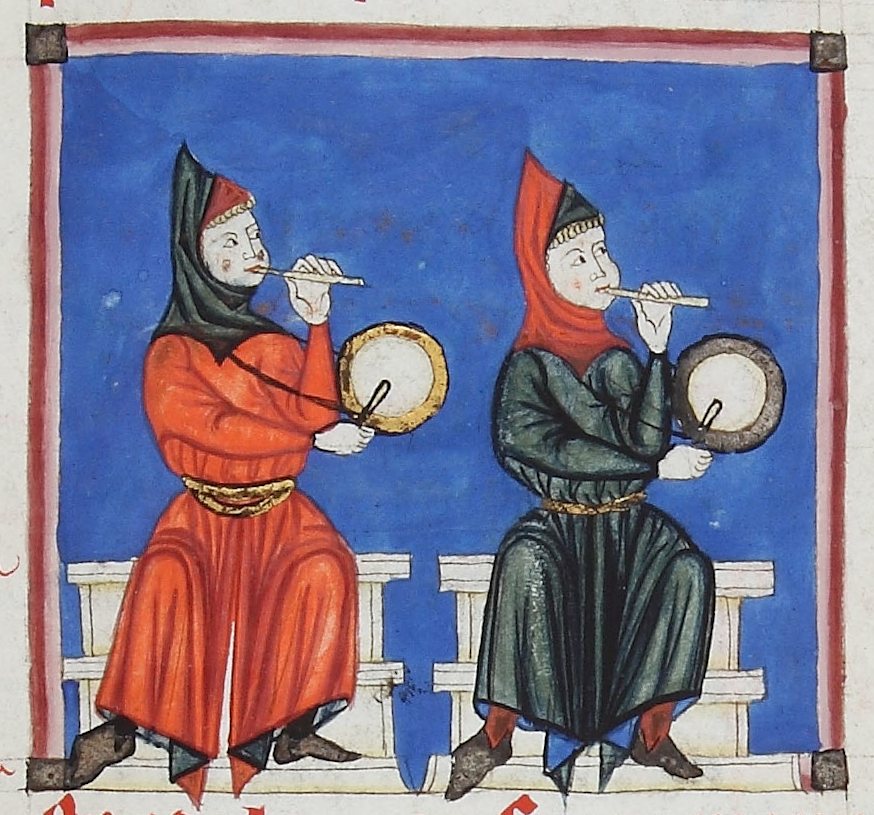
Tocadores de flauta de tres agujeros y tamboril, en una de las miniaturas de las Cantigas de Santa María.

Son instrumentos de viento o aerófonos y existen numerosas apelaciones y variantes locales como «silbo», «xipla», «pito», «txistu» o «txirula» en el País Vasco; «chifla» o «pitu» en León, silbu en Cantabria; o chiflo en Aragón. En muchas zonas se emplean denominaciones genéricas como «gaita», como en el caso de la gaita charra salmantina, la gaita de Huelva o la gaita hurdana, o «pito».
El chistu (del euskera txistu), tradicionalmente afinado en Fa sostenido y el txistu haundi (chistu grande) afinado en si natural (intervalo de 5ª justa para mantener la cercanía tonal), también conocido como silbo bajo o silbote, son algunos de los instrumentos más importantes de la música tradicional de la región. El chistu suele ser el instrumento que acompaña las danzas, en las romerías y actos municipales de homenaje. Incluso se están celebrando desde hace años conciertos que día a día muestran las tremendas posibilidades del instrumento.
En Aragón, el chiflo se toca tradicionalmente junto al salterio (minoritariamente denominado chicoten), y es de aspecto similar al txistu o la gaita charra. 
En León en la comarca de la Maragatería tiene una importante presencia acompañada siempre del tamboril, aunque también se extiende a algunas zonas de El Bierzo, el Páramo Leonés y Tierras de La Bañeza (León).
El chiflo suele ser de madera, aunque también puede ser de plástico y lo utilizan los afiladores ambulantes para dar a notar su presencia. Esta versión sería la de un instrumento parecido a la siringa.
La flauta de los afiladores era una especie de flauta de pan y constaba de varios tubos de diferentes longitudes unidos, por eso su sonido característico, y no guarda ningún parecido con la flauta de tres agujeros que tiene un solo tubo. Este tipo de flautas de pan se utilizaban en algunas zonas de Asturias y Galicia. Casualmente los afiladores solían proceder de Galicia y de ahí que utilizaran este instrumento.

## Características
Las flautas de tres agujeros presentan dos orificios anteriores de digitación y uno posterior para el pulgar. Las notas de una escala diatónica se obtienen con diferentes intensidades del flujo aéreo. Sumariamente, la disposición de las cuatro notas inferiores puede seguir el patrón Semitono-Tono-Tono (gaitas salmantinas, extremeñas y zamoranas), Tono-Semitono-Tono (txistu y txirula vascas, chifla leonesa y gaita de Huelva o gaita rociera), Tono-Tono-Semitono (Tabor pipe inglesa y alguna chifla leonesa) o el patrón Tono-Tono-Tono (galoubet provenzal francés).